# ベル 309 キングコブラ
ベル 309 キングコブラ
飛行中のベル 309 キングコブラ（単発型）
- 用途：対戦車・対地攻撃
- 分類：試作攻撃ヘリコプター
- 製造者：ベル・ヘリコプター
- 運用者： アメリカ合衆国（アメリカ陸軍）
- 初飛行：1971年9月10日
- 生産数：2機
- 運用状況：試作のみ

ベル 309 キングコブラ（英語: Bell model 309 KingCobra）は、ベル・ヘリコプター社が1970年代に開発した攻撃ヘリコプターの実験機である。

## 概要
ベル 309は、AAFSS（Advanced Aerial Fire Support System、新型空中火力支援システム）計画に合わせてベル社が独自開発したベル209（後のAH-1G ヒューイコブラ）を基に製作した機体である。

## 開発と設計
本機の開発計画は1971年1月にベル社によって発表された。プロトタイプとしてAH-1Jと同様のT400-CP-400を搭載した双発型と、T55-L-7Cを搭載した単発型が製作され、それぞれ1971年9月10日と1972年1月に飛行試験が実施された。この2種類の機体はエンジンを除きほぼ同一の設計であった。なお、単発型は1972年9月に事故で破損したため、その後の単発型の試験は双発型を単発エンジンに換装して続行された。
ベル 309は「ノスリの嘴」と形容される特徴的な長い機首とテールブーム下部にある小型の短翼が特徴であり、その他にもAH-1Gから1.09m延長されたテールブーム、直径15mの新型ローターブレード、M197機関砲の大型ドラム弾倉、16ヶ所のウェイポイントを事前に保存できる慣性航法装置、FLIRやLLTV、レーザー距離計、ミサイル誘導システムを含む戦闘用センサーシステム、および上記のセンサーに対応するヘッドアップディスプレイなど複数の改良が追加されていた。特にベル 309に搭載されたセンサーやアビオニクスの技術は本計画以降のAH-1シリーズの改良にも生かされた。

## 性能・主要諸元
- 全長 18.06 m
- 全高 4.67 m
- 主回転翼直径：15m
- 自重/最大離陸重量：4,049kg / 6,804 kg

- 発動機：T400-CP-400 ターボシャフトエンジン2基（ツインパック）（出力：1,300 kW）、またはT55-L-7C ターボシャフトエンジン（出力：1,500 kW）1基
- 実用最大速度：294 km/h

- 武装
  - M197 20mm3銃身ガトリング砲（機首下面ターレット）
  - BGM-71 TOW 対戦車ミサイル
  - ハイドラ70 2.75inロケット弾

- 乗員：2名（操縦士及び射撃手）